# Голубничий, Иван Поликарпович
Иван Поликарпович Голубничий (1923—1987) — участник Великой Отечественной войны, заместитель командира эскадрильи 47-го гвардейского отдельного авиационного разведывательного полка 4-й воздушной армии 2-го Белорусского фронта, гвардии капитан, Герой Советского Союза.

## Биография
Родился 9 марта 1923 года в городе Армавир Краснодарского края в семье рабочего. Русский.
Окончил неполную среднюю школу № 3 города Армавира.
В 1940 году был призван в ряды Красной Армии. В 1942 году окончил Таганрогскую военно-авиационную школу, в 1943 году — Давлекановское военное училище авиационной разведки. Член КПСС с 1944 года.
В боях Великой Отечественной войны с марта 1943 года. Воевал на Ленинградском, 2-м Белорусском фронтах. Свой путь воздушного разведчика Голубничий начал под Ленинградом в апреле 1943 года. 120 тысяч километров налетал по опасным воздушным дорогам его экипаж. На фотоснимках, которые делал разведчик, фиксировались стратегически важные объекты противника.
В один из вылетов в Восточную Пруссию И. П. Голубничий, выполнив боевое задание, по своей инициативе разыскал неприятельские аэродромы, расположенные недалеко от фронта. Он обнаружил на них много самолётов и сообщил об этом по радио. Лётчик возвращался домой, а в это время по его координатам на вражеские аэродромы летели советские бомбардировщики.
К маю 1945 года заместитель командира эскадрильи гвардейского отдельного авиационного разведывательного полка гвардии капитан Голубничий совершил 108 успешных боевых вылетов в глубокий тыл противника на разведку и фотографирование железнодорожных станций и узлов, портов, городов и оборонительных рубежей. Принял активное участие в разведке и фотографировании рейда и вооружений военно-морской базы Пиллау.
После окончания Великой Отечественной войны И. П. Голубничий продолжил службу в Военно-воздушных силах СССР. В 1958 году окончил Военно-воздушную академию. С 1966 года полковник И. П. Голубничий — в запасе.
Жил в городе Ростове-на-Дону. Работал начальником штаба гражданской обороны одного из учреждений города.
Умер 28 октября 1987 года, похоронен в Ростове-на-Дону.

## Награды
- Указом Президиума Верховного Совета СССР от 15 мая 1946 года за мужество, героизм и умение добывать ценные данные для высшего командования гвардии капитану Ивану Поликарповичу Голубничему присвоено звание Героя Советского Союза с вручением ордена Ленина и медали «Золотая Звезда» (№ 8977).
- Награждён ещё одним орденом Ленина, тремя орденами Красного Знамени, двумя орденами Отечественной войны 1-й степени, орденом Отечественной войны 2-й степени, двумя орденами Красной Звезды, а также медалями.

## Память

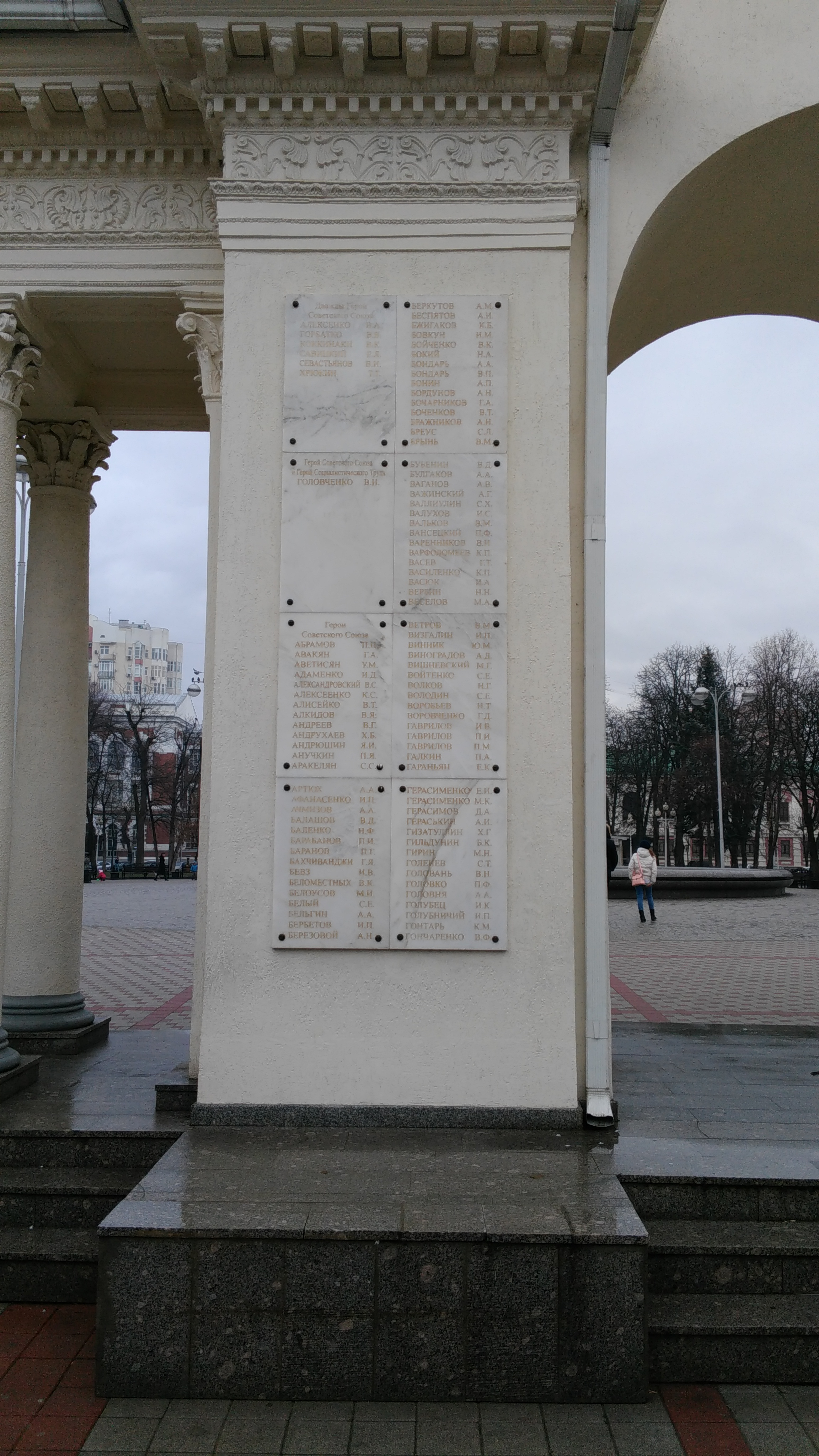
Имя Героя на мемориальной арке в Краснодаре (А-Г)

- Имя Героя увековечено на мемориальной арке в Краснодаре.
- Имя Героя высечено золотыми буквами в зале Славы Центрального музея Великой Отечественной войны в Парке Победы города Москвы.

- На могиле героя установлен надгробный памятник.
- На здании Армавирской средней школы № 3 установлена мемориальная доска с именем Героя.
- Голубничий Иван Поликарпович увековечен на Аллее Героев армавирцев.
- Его имя носит самолёт МиГ-25РБ 47-го гвардейского РАП[3].